# 12個の季節〜4度目の春〜
『12個の季節〜4度目の春〜』（12このきせつ 4どめのはる）は、日本のシンガーソングライター・川嶋あいが2004年2月18日に発売した2枚目のシングル。

## 概要
前作『天使たちのメロディー／旅立ちの朝』から約半年ぶりのリリース。この作品から販売委託が、ソニー・ミュージックディストリビューションに移管された。
初めて週間オリコンチャートでトップ10入りを果たした作品であり、2009年6月現在で1番の売上を誇っている。女性インディーズ・アーティストでは初のトップ10入りのシングル作品となった。川嶋が高校を卒業する年に発売されたため、特典として川嶋の卒業証書を同封。表題曲のPVは学校で撮影している。

PV監督はYUZURU TATEBE。。

## 収録曲
1. 12個の季節〜4度目の春〜
編曲：ieP
この年に高校を卒業する川嶋は卒業ソングをリリースする事を決意。5thミニアルバム『明日を信じて…』の収録曲『twelve seasons』（ミニアルバムベスト『Café & Musique〜路上集3号〜』では『twelve seasons ～4度目の春～』）の歌詞をアレンジしたものである。
同曲のリメイクであるためか、通販サイトなどでは『12個の季節〜4度目の春〜twelve seasons』と記載される事が多い。
2. ごめん
編曲：NAGASAWA
映画『ラブストーリー』CMソング、RKB毎日放送『チャートバスターズR!』2004年1月度エンディングテーマ。
失恋を歌った歌詞で、男性の目線から描かれている。
3. 夢の中へ
編曲：NAGASAWA
4. 雨になる
編曲：NAGASAWA

## バージョン違い
- twelve seasons ～4度目の春～ - 原曲
- 12個の季節〜4度目の春〜（New Vocal Ver.）
- 12個の季節〜4度目の春〜 feat. 熊木杏里